# Otto Pankok

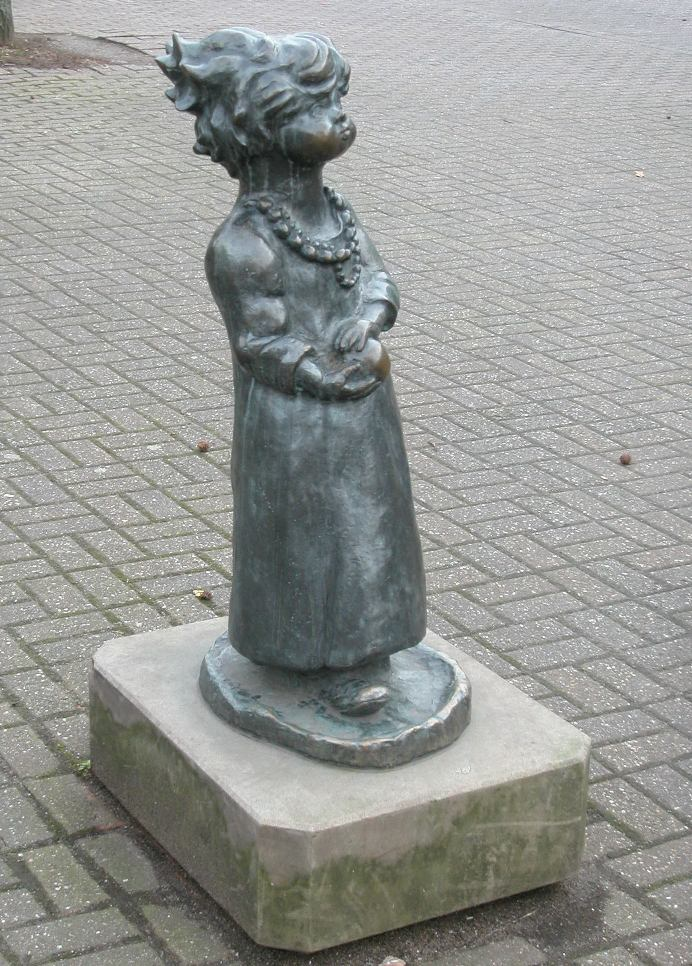
Ragazza con la sfera

Otto Pankok (Mülheim an der Ruhr, 6 giugno 1893 – Wesel, 10 ottobre 1966) è stato un pittore e scultore tedesco.

## Biografia
Iniziò la sua formazione a partire dal 1912 presso l'Accademia delle arti di Düsseldorf e Weimar.
Tra il 1914 e il 1917 prestò servizio come soldato in Francia durante la prima guerra mondiale.
Dopo l'ascesa di Adolf Hitler al potere, fu considerato dai nazisti un artista degenerato.